# Tyniec Legnicki
Tyniec Legnicki (dawne nazwy: Groß Tinz, Tyniec Derskowice) – wieś w Polsce położona w województwie dolnośląskim, w powiecie legnickim, w gminie Ruja.

## Podział administracyjny
W latach 1975–1998 miejscowość administracyjnie należała do województwa legnickiego.

## Położenie
Przez Tyniec przepływa potok Cicha Woda.

## Historia
Pierwsza wzmianka o miejscowości, lokowanej na prawie niemieckim, pochodzi z 1316 r.

## Zabytki
Do wojewódzkiego rejestru zabytków wpisane są:
- kościół ewangelicki, obecnie rzymskokatolicki filialny pw. Męki Pańskiej, wzniesiony w pierwszej połowie XIX wieku, w którym wieżę wykorzystano z wcześniejszej budowli z XIII w., przebudowany w latach 1984-1986. Świątynię otacza mur z kamienia łamanego. Przy murze cmentarza kościelnego kamienny krzyż, przeniesiony tu w 1986 roku z rozdroża w Koskowicach. Krzyż pochodzi prawdopodobnie z późnego średniowiecza. Jego funkcja, przyczyna fundacji, nie jest znana. Jedna z hipotez, że jest to tzw. krzyż pokutny, nie ma oparcia w bezpośrednich dowodach i oparta jest na nieuprawnionym założeniu, że wszystkie stare kamienne monolitowe krzyże są krzyżami pokutnymi.
- cmentarz przykościelny
- cmentarz ewangelicki, obecnie parafialny, z około 1889 r.